# Płochacz mongolski
Płochacz mongolski (Prunella koslowi) – gatunek małego ptaka z rodziny płochaczy (Prunellidae). Występuje w Mongolii i przyległym obszarze Chin. Nie jest zagrożony wyginięciem.

## Taksonomia
Po raz pierwszy gatunek opisał Nikołaj Przewalski. Opis ukazał się w czasopiśmie „Ibis” w 1887 roku. Holotyp pochodził z pasma Helan Shan w północnych Chinach. Zebrał go Przewalski podczas swojej czwartej podróży, w 1883, w trakcie której spotkał Piotra Kozłowa, którego w opisie określa mianem cenionego pomocnika i towarzysza. Przewalski nadał ptakowi nazwę naukową Accentor koslowi, a użyty w niej epitet gatunkowy jest eponimem mającym na celu upamiętnienie Kozłowa. Obecnie IOC umieszcza ptaka w rodzaju Prunella.
Tworzy nadgatunek z płochaczem czarnogardłym (P. atrogularis). Wraz z nim należy do grupy gatunków obejmującej także płochacza płowego (P. fulvescens), syberyjskiego (P. montanella), pstrego (P. ocularis) i arabskiego (P. fagani). Jest taksonem monotypowym.

## Morfologia
Długość ciała wynosi około 15 cm (patrz tabela). Wierzch głowy i ciała brązowe, pokryte ciemnymi pasami. Pióra skrzydeł i sterówki brązowe z płowymi krawędziami; pokrywy skrzydłowe posiadają białe końcówki, które przy złożonym skrzydle tworzą słabo widoczne paski skrzydłowe. Kuper nie odbiega kolorem od reszty wierzchu ciała. Gardło jasnopopielate. Według Przewalskiego pokrywy uszne pozbawione są pasków. Nie występuje wyraźny dymorfizm płciowy. Dziób czarny, u nasady żuchwa przybiera barwę rogową. Tęczówka jasnobrązowa. Niepełna formuła skrzydłowa: 3=4=5>6; 2>7.
Przewalski wskazał następujące wymiary szczegółowe:
|    | Długość ciała (mm) | Rozpiętość skrzydeł (mm) | Długość skrzydła (mm) | Długość ogona (mm) | Długość dzioba (mm) | Długość skoku (mm) |
| -- | ------------------ | ------------------------ | --------------------- | ------------------ | ------------------- | ------------------ |
| ♂♂ | 155                | 219                      | 68–74                 | 67–72              | 9–11                | 10                 |
| ♀♀ | 148–155            | 211–214                  | 68                    | 68                 | 10                  | 20                 |

## Zasięg występowania
Rozmieszczenie płochacza mongolskiego słabo poznane. Występuje w górach i na półpustyniach zachodniej, centralnej i południowej Mongolii (w tym Gobi i Ałtaj) oraz w północno-centralnych Chinach (Helan Shan oraz okolice Zhongwei; region Ningxia). BirdLife International szacuje całkowity zasięg na 722 tys. km². Możliwe, że w Chinach pojawia się jedynie poza okresem lęgowym.

## Ekologia
Środowiskiem życia gatunku są gęste zarośla na półpustyniach i w suchych obszarach górskich. Brak informacji nt. wysokości występowania. Żeruje przyczajając się blisko krzewów lub pod nimi, nie jest jednak znany skład diety. Odnotowano dwa lęgi. Gniazdo umieszczone blisko ziemi, w zniesieniu 4 do 5 jaj. Poza tym brak informacji.

## Status
Przez IUCN nieprzerwanie od 1988 roku gatunek klasyfikowany jest jako najmniejszej troski (LC, Least Concern). Występuje w 4 obszarach uznanych za ostoje ptaków IBA. Całkowita liczebność populacji nieznana, trend szacowany na stabilny ze względu na brak widocznych zagrożeń. Prawdopodobnie ptak rzadki i łatwy do przeoczenia.